# Koninkrijk Pan Pan
Pan Pan of Panpan is een voormalig klein Hindoe-koninkrijk dat tussen de 3e tot de 7e eeuw waarschijnlijk aan de oostkust van het Maleise schiereiland heeft bestaan. Er wordt gespeculeerd dat het verband houdt met Pan tan i (het koninkrijk Pattani) dat eeuwen later ongeveer hetzelfde gebied zou hebben beslaan en dat enigszins verschilde in taal en cultuur met andere regio’s in zijn nabijheid. 

## Geschiedenis
Weinig is over dit koninkrijk bekend. Het einde was dat het werd het ingelijfd in het koninkrijk Srivijaya onder leiding van maharaja Dharmasetu. Dat gebeurde voor het jaar 775.
In de periode van 424 tot 453 zond het koninkrijk zijn eerste missies naar China. En vanuit dit gebied zou koning Koudnya II hebben geprobeerd het hindoeïsme opnieuw ingang te doen vinden in het koninkrijk Funan aan de overkant van de Golf van Thailand.
In de jaren 529, 533, 534, 535 en 571 zond het koninkrijk Pan Pan een schatting naar de Zuidelijke en Noordelijke dynastieën van China. In de jaren 616 en 637 deed het dit naar de Tang dynastie.